# Falklandski otoci
Falklandski otoci (Falkland, Falklandi, Malvini ili Malvinski otoci) su otočje u južnom Atlantiku koji se sastoji od dva velika otoka: Zapadnoga Falklanda i Istočnoga Falklanda, te većeg broja manjih otoka. Nalaze na 51° 45′ 00″ južno, 59° 10′ 00″ zapadno i samoupravni su prekomorski teritorij Ujedinjenog Kraljevstva, ali ih također kao nacionalni teritorij svojata i Argentina. Stanley je najveći i glavni grad i nalazi se na Istočnom Falklandu.
Kontroverze postoje oko otkrića Falklandsa i kasnije kolonizacije od strane Europljana. U raznim vremenima, otoci su imali francuska, britanska, španjolska i argentinska naselja. Britanija je ponovno potvrdila svoju vlast 1833. godine, ali Argentina zadržava svoj zahtjev prema otocima. U travnju 1982., argentinske vojne snage napale su otoke. Britanska uprava obnovljena je dva mjeseca kasnije na kraju Falklandskog rata. Gotovo svi Falklanderi žele ostati prekomorski teritorij Velike Britanije. Njegov status suvereniteta dio je tekućeg spora između Argentine i Velike Britanije. 
Otoci leže na granici subantarktičkih oceanskih i zona tundre, a oba glavna otoka imaju planinski raspon koji doseže 700 m. Oni su dom velikim ptičjim populacijama, iako se mnoge više ne uzgajaju na glavnim otocima zbog konkurencije od uvedenih vrsta. Glavne gospodarske aktivnosti uključuju ribolov, turizam i uzgoj ovaca s naglaskom na izvoz kvalitetne vune. Istraživanje nafte, licencirano od strane vlade Falklandskih otoka, i dalje je sporno zbog pomorskih sporova s Argentinom.

## Povijest
Suverenitet Falklandskih (Malvinskih) otoka bio je predmetom spora od njihovog otkrića. Tako su Francuska, Španjolska, Argentina i Velika Britanija svojatale suverenitet nakon otkrića otočja i uspostave prvih naselja. No, od godine 1833. Britanija je u tome imala najviše uspjeha te su Falklandi s vremenom postali važna baza Kraljevske mornarice, kao i dom za manji broj naseljenika koji se uglavnom bavio uzgojem ovaca. Pokušaj Njemačke carske mornarice da godine 1914. napadne Falklande doveo je do bitke kod Malvinskih otoka - jednog od najvećih i najspektakularnijih pomorskih okršaja u Prvom svjetskom ratu.
Nakon Drugog svjetskog rata, dekolonizacije, nestanka Britanskog Carstva i slabljenja britanske vojne moći Argentina je intenzivirirala napore za preuzimanje suvereniteta nad otočjem za koga koristi izraz Islas Malvinas. Krajem 1960-ih su po tom pitanju počeli pregovori, a službeni stav Foreign Officea u to doba je bio da su troškovi održavanja britanskog suvereniteta na tako udaljenom i u 20. stoljeću strateški nevažnom području preveliki da bi opravdali odbijanje argentinskih zahtjeva. No, ostvarenje tog plana je početkom 1980-ih išlo presporo za argentinsku vojnu huntu, pa su godine 1982. otoke zauzele argentinske invazijske snage. Britanska vlada Margaret Thatcher je na to odgovorila vojnom silom što je dovelo do Falklandskog rata koji je završio argentinskim porazom i ponovnim uspostavljanjem britanskog suvereniteta.
2013. stanovnici Falklandskog otočja na dvodnevnom referendumu su glasovali o suverenosti. 99,8 posto stanovnika Falklandskih otoka se izjasnilo za ostanak u Velikoj Britaniji. No unatoč ovom jasnom ishodu Buenos Aires i dalje ne odustaje od svojih zahtjeva za "povrat" Falklanda matici Argentini, a referendum smatra nelegalnim.

## Zemljopis
Ukupna površina arhipelaga je 12 000 km² a dužina obale se procjenjuje se na 1 300 km.
Dva glavna otoka s obje strane Falklandskog kanala formiraju većinu zemljišta. To su manji Zapadni Falkland i nešto veći Istočni Falkland, na kojem se nalazi glavni grad Stanley, na kom živi većina stanovnika arhipelaga. Na svim otocima arhipelaga živi 3 140 stanovnika. Oba otoka su gorovita, najviša točka na Istočnom Falklandu od 705 m nalazi se na Planini Usborne, a na Zapadnom Falklandu je to Planina Adam od 700 m. Ima i močvarnih ravnica, ponajviše u Lafoniji, na južnoj polovici Istočnog Falklanda. Gotovo sav teritorij arhipelaga koristi se kao jedinstveni pašnjak za velika stada ovaca.
Brojni manji otoci okružuju dva najveća, to su; Barren, Beaver, Bleaker, Carcass, George, Keppel, Lively, New, Pebble, Saunders, Sealion, Speedwell, Staats, Weddell i West Point. Otoci Jason leže sjeverozapadno od arhipelaga, a otok Beauchene južnije. Otoci Speedwell, George i Barren odvojeni su od Istočnog Falklanda Kanalom Eagle.
Geološki Falklandi, pripadaju Patagoniji, pokrajini u Argentini. 
Falklandi protežu svoj suverenitet na teritorijalno more oko arhipelaga na 12 nautičkih milja (22 km), i isključivi gospodarski pojas (ribolovni pojas) na 200 nautičkih milja (370 km).

## Flora i fauna
Falklandski otoci imaju neobičnu floru i faunu. Najpoznatija autohtona životinjska vrsta na arhipelagu su Magellanovi pingvini, koji imaju brojne kolonije po obalama arhipelaga. 

## Stanovništvo
Stanovništvo (3.398 stanovnika u 2016.) sastoji se prije svega od rođenih na Falklandskim otocima, većinom škotskih i velških doseljenika koji su se naselili na teritoriju nakon 1833.  Ostale nacionalnosti uključuju Francuze, Gibraltarce i Skandinavce. Imigranti iz Velike Britanije, južnoatlantskog otoka Sveta Helena i Čilea preokrenuli su pad broja stanovnika. Prevladavajući (i službeni) jezik je engleski. Prema Zakonu o britanskom državljanstvu (Falklandski otoci) iz 1983. godine, stanovnici Falklanda britanski su državljani.

## Vanjske poveznice
- Vlada Falklandskog otočja službena stranica
- Turizam na Falklandu službena stranica
- Falkland Islands Development Corporation službena stranica
- Falkland Islands News Network službena stranica
- Informacije o otocima
- Fotografije otoka  Arhivirana inačica izvorne stranice od 10. lipnja 2006. (Wayback Machine)